# Millstätter See-Süd
Millstätter See-Süd este o arie protejată (sit de importanță comunitară — SCI) din Austria întinsă pe o suprafață de 39,5 ha, integral pe uscat.

## Localizare
Centrul sitului Millstätter See-Süd este situat la coordonatele 46°47′17″N 13°35′05″E / 46.7881°N 13.5846°E.

## Înființare
Situl Millstätter See-Süd a fost declarat sit de importanță comunitară în iunie 2015 pentru a proteja 1 specie de plante.

## Biodiversitate
Situată în ecoregiunea alpină, aria protejată nu include niciun habitat protejat.
La baza desemnării sitului se află o specie protejată de  plante: Najas flexilis.